# Gaetano Daita
Gaetano Daita est un intellectuel et homme politique italien, né à Trapani le 12 mai 1806, mort à Palerme le 21 juillet 1887.

## Biographie
Diplômé de l'université de Palerme, il commence immédiatement à enseigner dans les écoles publiques. En 1847, il prône la création d'écoles maternelles les journaux libéraux palermitains La Ruota  et La Falce : giornale scientifico letterario artistico (1844-47) qu'il dirige. 
Il participe à la révolution de 1848 et perd son poste d'enseignant lors de la restauration des Bourbons, et voit la chaire d'éloquence et de littérature italienne lui échapper au profit de Giuseppe Bozzo, plus proche du régime.
Il s'exile à Malte jusqu'en 1851, puis fonde à Palerme le lycée privé 'Foscolo' où sont enseignées matières humanistes et techniques, qui devient un établissement couru de la ville où se forme la jeunesse libérale.
En 1859, il est nommé pour former avec Stanislao Cannizzaro et Girolamo Nisio une commission chargée d'inspecter l'état de l'éducation en Sicile. Le 27 juin 1860, le dictateur Antonio Mordini le nomme secrétaire d'État à l'instruction publique, et il est élu conseiller municipal de Palerme (9e sur 30) en 1861
Du 6 février 1862 au 11 octobre 1865, il est vice-président du secrétariat de l'Instruction publique en Sicile avec Francesco Paolo Perez, Michele Raibaudi, Salvatore Cacopardo et Federico Napoli. Il est président de la Commission des antiquités et des beaux-arts de Sicile de 1867 à 1873  et siège à partir de 1869 et jusqu'à sa mort au conseil d'administration de l'École supérieure de musique qu'il préside à partir de 1875.

## Publications
- Relazione sul Real Museo di Palermo e sullo stato delle antichità di Sicilia, 1873 ;
- Sul Collegio di Musica in Palermo : appendice al cenno storico artistico ed organico, 1873.